# 庫濟明奇克
49°5′56″N 26°12′54″E / 49.09889°N 26.21500°E
庫濟明奇克（烏克蘭語：Кузьминчик），是烏克蘭西部的村莊，隸屬赫梅利尼茨基州的卡緬涅茨-波多利斯基區。該村面積0.9平方公里，海拔高度284米，2001年人口219。